# تاکومی یامانوی
تاکومی یامانوی (انگلیسی: Takumi Yamanoi؛ زادهٔ ۲۵ اکتبر ۱۹۹۸) بازیکن فوتبال است.
از باشگاه‌هایی که در آن بازی کرده‌است می‌توان به باشگاه فوتبال آویسپا فوکوئوکا اشاره کرد.